# You're Not Elected, Charlie Brown
You're Not Elected, Charlie Brown (no Brasil: Você não foi eleito, Charlie Brown [VTI-Rio e Herbert Richers-RJ] ou Viva o nosso presidente Lino [Maga-SP]), é o oitavo especial de TV para horário nobre baseado na popular história em quadrinhos Peanuts de Charles M. Schulz e o décimo a ir no ar. O especial foi ao ar pela primeira vez no canal CBS dia 29 de outubro de 1972, nove dias antes da eleição presidencial dos Estados Unidos em 1972 entre o senador George McGovern e o presidente Richard Nixon . O especial foi criado para ensinar as crianças sobre como as eleições funcionam e para que servem. No Brasil foi exibido pelo SBT na década de 80 (com dublagem da Maga, pela Rede Globo entre o fim da década de 80 e o início da década de 90 (com dublagem da Herbert Richers e pela Rede Record entre 2007 e 2008 (com dublagem da VTI), além de ter sido distribuido em fitas VHS (também na década de 80 e com dublagem da Maga) e posteriormente em DVD.

## Enredo
A história começa, quando Sally Brown volta da escola e reclama para Charlie Brown que ela tem dificuldade de abrir seu armário, porque não consegue alcança-lo. Na manhã seguinte, Charlie Brown promete que a partir de agora, irá ajudá-la a abrir seu armário todos os dias, e Sally o leva para sua classe para uma apresentação do mostre e conte, deixando seu irmão constrangido
Enquanto andava pelo corredor, Charlie Brown vê um pôster de eleição para o Presidente do Corpo Estudantil. Linus acha que Charlie Brown seria um grande presidente, embora Charlie Brown duvidasse disso, já que ninguém votaria nele, e Lucy se indica como gerente de campanha e realiza uma pesquisa com todos os estudantes, confirmando que ninguém votaria no Charlie Brown. Então Sally sugere Linus para se candidatar a presidente, e Lucy faz outra pesquisa, que é quase unanimemente favorável a Linus, então ele entra na eleição, competindo contra um outro menino chamado Russell Anderson.
A campanha de Linus, é assistida por Lucy e Charlie Brown, e observam que Linus esta conseguindo liderar bastante nas pesquisas contra Russell Anderson (que provavelmente apareceu no filme Um Menino Chamado Charlie Brown). Em uma assembléia, Linus e Russell fazem um discurso de campanha, com Linus recebendo uma resposta arrebatadora da platéia. No entanto, em uma assembléia subsequente, ele comete um grande erro quando começa a falar sobre a Grande Abóbora. Fazendo o público rir e deixa sua irmã furiosa.
Quando o dia das eleições finalmente chegam, é um caso de vaivém com a liderança mudando de mãos várias vezes. Os votos estão empatados quando a votação final é submetida pelo próprio Russell, que decidiu que Linus seria um presidente melhor; ao realizarem a contagem final da votação, de 84 a 83, ficou declarado que Linus foi o vencedor. Após sua vitória, Sally leva Linus até o diretor, para falar sobre as ideias propostas. Ao sair da sala nervoso, Linus conta para Sally que somente o diretor tem o direito de estabelecer as leis propostas. Chate, Sally acusa Linus de vender suas ideias como todos os outros políticos. Ela chuta o armário com raiva e vai embora, sem percebe que finalmente o abriu.